# تبهکاران لاوندر هیل
تبهکاران لاوندر هیل (انگلیسی: The Lavender Hill Mob) فیلمی در ژانر سرقت به کارگردانی چارلز کریچتون است که در سال ۱۹۵۱ منتشر شد.
این فیلم برنده جایزه اسکار بهترین فیلم‌نامه غیراقتباسی توسط تی. ئی. بی. کلارک در سال ۱۹۵۲ شده است.

## بازیگران
- الک گینس
- استنلی هالووی
- آدری هپبورن
- آلفی بیس
- دزموند لولین
- رابرت شاو